# 大阪府立池田高等学校
大阪府立池田高等学校（おおさかふりつ いけだ こうとうがっこう、英称：Osaka Prefectural Ikeda High School）は大阪府池田市にある公立高等学校。全日制普通科を設置する。通称「池高（いけこう）」。

## 概要
池田市東部・箕面市との境界付近に位置する。旧制の大阪府立第十六中学校として1940年に大阪市天王寺区の仮校舎で開校し、翌1941年に現在地に移転し大阪府立池田中学校と称した。学制改革により、1948年に新制高校の大阪府立池田高等学校へ改編されている。
校地は学校関係者によって承風台と名付けられている。承風台の名称は『孔子家語』に由来している。現在地の校地は、別の場所に移転した大阪府立園芸学校（現在の大阪府立園芸高等学校）の跡地でもある。
2年次からは緩やかな文系・理系分けがあり、3年次には3つの類型に分かれる。学校週5日制の実施により、2003年度からは一部7時限授業も実施されている（現在は7時限授業が週2日）。
校歌は竹中郁作詞、團伊玖磨作曲。同窓会は、校地にちなむ「承風会」。秋に行われている文化祭も「承風祭」と校地の名を冠る。
国際交流も盛んで、2005年にはオーストラリアのオークバンクエリアスクールと姉妹校提携が正式に結ばれた。 文部科学省の「スーパーイングリッシュランゲージハイスクール」（SELHi）の指定も受けた。

## 沿革

### 旧制池田中学校
大阪府では旧制中学校への入学希望者が増加し入学難の状況が続いてきたが、府は青年学校設置などを優先して中学校の増設を後回しにしてきた。1939年12月の大阪府会で、入学難を緩和するため18年ぶりに府立中学校を新設することが決定した。
1940年2月の大阪府告示第269号により、大阪府立第十六中学校の新設が告示された。当初は開設場所を決定できず、当面は大阪市天王寺区大道・旧大阪府立盲学校跡地（現在の大阪教育大学附属高等学校天王寺校舎付近）に仮校舎を設置することにした。
1940年に大阪府立第十六中学校が、旧大阪府立盲学校跡地で開校した。同年4月16日に開校式および第1回入学式が実施されている。開校式が開かれた4月16日を創立記念日としている。なお創立記念日は開校当初の名称・第十六中学校の「16」にもかけている。
大阪府が設置した旧制中学校17校のうち唯一、旧制中学校の「中」の文字に見立てた六稜ではなく、第十六中学校の「六」の文字に見立てた五稜を校章に採用した。所在地が北摂であることから北極星とも関連付けられている。なお、旧制中学校時代のうちに六稜の校章をやめて別の校章に変更した唯一の学校も、北摂に所在する大阪府立茨木中学校（現在の大阪府立茨木高等学校）だった（1895年創立、1909年校章変更）。
大阪府立第十六中学校の開校直前には、同地は大阪府立航空学校（現在の大阪府立布施工科高等学校）の仮校舎として使用されていた。航空学校が布施市（現東大阪市西部）八戸ノ里に本校舎を構えたのと入れ替わりで盲学校跡地に入ったことになる。
中学校の設置場所については各地から誘致合戦が起きたが、候補地は池田市と布施市に絞られた。1940年5月に池田への移転が決定し、翌1941年3月31日に池田市畑160番地・旧大阪府立園芸学校跡地の現在地に移転した。移転と同時に大阪府立池田中学校へと改称している。
学校創立当時は戦争中だったという時代背景があったため、軍国主義的な教育がおこなわれていた。
戦局の悪化により、生徒は1944年以降大阪中央郵便局やダイハツ工場などに勤労動員されている。また戦時措置として、校舎の一部が陸軍蛍池飛行隊の兵舎や武器倉庫・食糧営団の食糧備蓄倉庫などとして強制接収された。
1945年6月7日の第三次大阪大空襲では米軍機の攻撃目標となり、校舎を焼失している。このときに焼失した校舎は、1946年に再建している。

### 学制改革
学制改革により1947年に新制の併設中学校を過渡的に設置し、旧制中学校2・3年在籍者を新制中学校へと移行した。また1948年には新制高等学校制度の発足により、大阪府立池田高等学校が発足した。
この際高校1年および併設中学校3年について、大阪府立豊中高等学校（旧制大阪府立豊中中学校）、大阪府立桜塚高等学校（旧制大阪府立豊中高等女学校）、豊中市立高等女学校（新制高等学校に改編されず廃校）と生徒・教職員を交流して男女共学とした。生徒は桜塚高等学校と交流し、その対象者は住所で選ばれ、池田・桜塚の両校ともおおむね石橋以北在住の生徒が池田高等学校に、石橋以南在住の生徒が桜塚高等学校に割り当てられた。桜塚高等学校へ移った男子生徒は168人、桜塚高等学校から池田高等学校に移った女子生徒は252人いた。

### 校舎火災
1949年2月には火災により、1946年に再建した戦災復興校舎を全焼している。火災の原因は放火とみられるが、犯人は未検挙となった。学校側は早期の校舎再建を訴えたが、大阪府は財政難を理由に「何らかの呼び水がなければなかなか復興を実現できない」などとしていた。
当時の在校生らはマッチ売りのアルバイトをおこない、売上金の約50万円を校舎復興資金として寄付した。また卒業生をはじめ、近隣の豊中・桜塚・園芸・池田市立の各高等学校や地域の各小中学校の関係者、池田市議会、地域住民などが校舎復興資金を寄付している。近隣の府立高校3校（豊中・桜塚・園芸の各校）は合同で池田高校校舎復興支援のバザーを実施し、売上金を校舎復興資金として寄付している。
大阪府は高等学校の増設を優先したいとしていたが、新設校にあてる予定だった予算を池田高等学校復興に回すことにし、1950年3月に校舎の再建が実現した。

### 商業科の併設と廃止
1949年には、廃校となった大阪府立海外商業学校を継承する形で商業科を併設し、総合制高等学校となった。
大阪府立海外商業学校は1941年に南方塾として設置された。戦局の拡大で東南アジアに進出する人材の育成を目指し、商業や現地語・現地事情などを教授し、また国民精神高揚を図ることを目的とした。
終戦に伴い1945年9月に大阪府立南方塾拓殖学校と称し、また1946年に大阪府立海外商業学校に改編されたが、同年以降新入生募集を中止した。
大阪府立海外商業学校の校舎は翌1947年より、学制改革に伴って生まれた大阪第二師範学校附属中学校（現在の大阪教育大学附属池田中学校）へと転用された。在校生は新制中学校へと移行することになり、新制の師範学校附属中学校2年に編入された。
大阪府立海外商業学校は1949年に正式に廃校となり、海外商業学校へ入学した生徒は師範学校附属中学校卒業後に池田高等学校商業科として入学することになった。普通科から商業科への転科を希望した生徒も含めて1949年に商業科が発足したが、わずか1学年・3年間で商業科は廃止されている。
また旧制中学校時代から選択科目として農業科を開講していたが、商業科の廃止と同時の1952年3月限りで農業科の開講はなくなっている。

### 校歌制定
旧制中学校時代には校歌があったが、新制高校への改編の際に時代に合わないとして廃止されていた。そのため1950年代初頭、校歌を制定したいという声があがった。
校歌制定に先立ち、校内で校歌選定委員会を設置して歌詞を募集した。しかし複数の候補作があがったものの採用にいたらず、専門家に候補作を見せて批評してもらうことにした。詩人・竹中郁に講評を依頼したところ、竹中は「どれもしっくりこない。候補作の添削も難しい」などとして自ら作詞したいという意向を示した。校歌制定委員会は竹中の意向を受け入れ、作詞を依頼した。また作曲については、竹中が作曲家・團伊玖磨を紹介し、團に依頼することになった。
1954年2月23日に校歌制定発表会が実施された。

### 1960年代・70年代
1962年には同年度入学の1年生より、能力別学級編成が実施されることになった。1年生1学期は通常のクラス分けをしながらも、実力テストの成績などによって2学期以降クラス替えをおこない、成績上位者を集めたクラス2学級を編成することにした。学校側は進路指導の推進のためなどとしていた。一方で生徒や一部教職員からは反対や疑問の声があがっていた。
反対の声に押され、1970年より能力別学級編成およびコース制を廃止することになった。なお文系・理系のクラス分けは後年に復活している。
1968年には学生運動の影響を受け、池田高校でも学園紛争が発生した。学園紛争の影響で、1969年には卒業式ボイコットを呼びかける卒業生が現れたり、入学式が中止になるなどの事件が発生している。しかし学園紛争は1969年後半から次第に生徒への影響力を失い、1970年代初頭には沈静化している。
1970年代初頭には従来の制服制度を標準服制度へと移行することになった。1972年5月からの試行期間を経て、1973年1月より標準服制度へと切り替えられている。

### 年表
- 1940年4月16日 - 大阪府立第十六中学校として、大阪市天王寺区大道5丁目の大阪府立盲学校跡地で開校。
- 1941年 - 大阪府立池田中学校に改称し、校地を池田市畑160番地の大阪府立園芸学校跡地に移転（現在地）。
- 1944年 - 校地を「承風台」と命名する（「孔子家語」から）。校歌を制定。
- 1945年6月7日 - 大阪大空襲で校舎被災。
- 1948年 - 学制改革に伴い、大阪府立池田高等学校となる。大阪府立豊中中学校、大阪府立豊中高等女学校、豊中市立高等女学校と生徒・職員の交流をし、男女共学を実施。
- 1949年2月26日 - 校舎火災により全焼。
- 1949年 - 大阪府立海外商業学校（南方塾）の生徒を収容し、商業科を併設。
- 1952年 - 商業科を廃止。選択授業の農業科を廃止。戦災で焼失の体育館を再建。
- 1954年 - 新校歌を制定。
- 1962年 - 初の鉄筋校舎（生徒急増期対策校舎）が竣工。能力別学級編制スタート。
- 1970年 - 能力別学級編成を中止。
- 1979年 - 文部省の教育課程研究指定校となる（2年間、美術教育）
- 1980年 - 北館校舎が竣工。
- 2005年 - オーストラリアのオークバンクエリアスクールと姉妹校提携。大阪府教育委員会の「府立高等学校経営革新プロジェクト事業」の指定を受ける。
- 2006年 - 文部科学省の「スーパーイングリッシュランゲージハイスクール」（SELHi）の指定を受ける（2008年度まで）。

## かつての池田中学校
現在の大阪府立池田高等学校につながる旧制大阪府立池田中学校とは学校沿革史上の連続性はないとはいえども、明治時代には池田に別の池田中学校が設置されていた記録が残る。
1878年に大阪府の指示で池田村に郡立池田中学校が設置されたという記録が残るものの、学校のあった場所など詳細は不詳である。このときに設置された池田中学校は1881年には記録から消えている。
1901年には中学校令施行細則により、大阪府は各郡に1校ずつ中学校を整備する方針を固めた。豊能郡では郡役所所在地の池田町に中学校を設置することとなり、1903年に大阪府立池田中学校が開校している。当時の池田中学校の場所は、現在の池田市立池田中学校敷地（北緯34度49分31秒 東経135度25分55秒 / 北緯34.825389度 東経135.432056度）にあたる。
しかし、この池田中学校は3年後の1906年に廃校となった。日露戦争後の財政難に陥っていた大阪府が、大阪市内3校の過密解消を目的とする新設校（今宮中学校。現在の大阪府立今宮高等学校）の設置および運営にかかる費用を、池田中学校と四條畷中学校（現在の大阪府立四條畷高等学校）のいずれか1校を廃校にして捻出する方策を取ったことによるとされている。
当初は辺鄙な立地にあった四條畷中学校が廃校になるとみられ、四條畷中学校関係者も廃校を見越したような動きをしていた。しかし、一転して池田中学校が廃校となった。別格官幣社である四條畷神社のお膝下に四條畷中学校が立地していたという忠君愛国教育に関連した事情のほかに、生徒の地元比率が高かった四條畷中学校と比べ、兵庫県をはじめ他府県の生徒が過半を占めていた池田中学校の存続に府会が難色を示したこと、さらには、師範学校の誘致で優位に立てるとの池田町による行政判断などが当時の池田中学校が廃校対象として選ばれる要因となったとみられている。
当時の池田中学校は卒業生を出さないまま廃校となり、在校生は茨木中学校（現在の大阪府立茨木高等学校）など他校へ転入している。

## 部活動
アメリカンフットボール部は旧制池田中学校時代の1946年創部。終戦直後の同年秋に進駐軍の米国人中尉が来校してアメリカンフットボール（タッチ・フットボール）を指導し、池田中学校は豊中中学校とともにアメリカンフットボールの指導研究指定校とされた。このため池田高等学校は、旧制豊中中学校の後身となる豊中高等学校とともに、日本における高校アメフト発祥の地とされている。アメフト部は1949年・1951年の甲子園ボウルの高校の部で2度の優勝経験がある。
硬式野球部は2017年秋、翌2018年春に実施された第90回記念選抜高等学校野球大会の21世紀枠の候補校として大阪府高野連から推薦を受けたものの、出場はならなかった。

## 出身者

### 政治
- 矢追秀彦 - 元公明党副委員長

### 学者
- 明里宏文 - 京都大学医生物学研究所教授
- 松田修 - 国文学者  元：国文学研究資料館名誉教授
- 加賀山茂 - 名古屋大学名誉教授  元：大阪大学教授
- 辰巳砂昌弘 - 工学者、大阪公立大学学長
- 宮本又郎 - 歴史学者  大阪大学 名誉教授
- 安居洋 - 経済学者。神戸市外国語大学名誉教授
- 友添秀則 - 教育学者。早稲田大学スポーツ科学学術院教授
- 原求作 - 上智大学教授（ロシア語学）
- 尾久土（おきゅうど）正己 - 天文学者  和歌山大学観光学部教授
- 重松伸司 ｰ インド学者  名古屋大学・追手門学院大学 名誉教授

### 文学・芸術・芸能
- 藤原龍一郎 - 歌人
- 小山光 - 建築家
- 藤原ヒロユキ - イラストレーター
- 松本克己 - 日本フィルハーモニー交響楽団ヴァイオリニスト
- たいせい - ミュージシャン（シャ乱Q）
- 花瀬みずか - 元宝塚歌劇団月組娘役
- 永井一郎 - 声優アニメ「サザエさん」波平役、その他多数
- 小浜維人 - 元NHK解説委員長、元「ニュースセンター9時」キャスター
- 桂音也 - 落語家、元朝日放送アナウンサー
- 武周雄 - 元朝日放送アナウンサー
- 山口遊子 - 1983年ミス・ユニバース世界大会日本代表（ミス・ユニバース・ジャパン）
- 菅田将暉 - 俳優　2年生の1学期まで在学後転出
- 北田玲一郎 - 司法書士、作家
- 平野賢一 - 元京都放送アナウンサー
- 平中悠一 - 作家、第21回文藝賞受賞
- 篠田直哉 - 演出家、Youtuber

### 経済
- 石原実 - 実業家
- 福田博之 - スーパー「ニチイ」（現マイカル）創業者、元副社長
- 鳥井信一郎 - サントリー創業家、元会長。
- 上島重二 - 第8代目三井物産社長。元経団連副会長
- 中川喜博 - 阪急阪神ホテルズ代表取締役会長 元阪急電鉄 代表取締役社長
- 鈴木篤 - H2Oリテイリング 代表取締役社長

### その他
- 古賀真之 - プロ野球審判員
- 玉井義臣 - 社会運動家、あしなが育英会創始者・会長

## 交通
- 阪急電鉄（宝塚本線・箕面線）石橋阪大前駅より北へ約1.7km。
- 阪急バス池田市内線・箕面中央線 旭丘バス停より東へ約0.2km、呉羽の里バス停より南へ約0.4km。